# Listă de filme polițiste din anii 1960
Aceasta este o listă de filme polițiste lansate în anii 1960.
| 1960                                                                |                                                                                     |                                                           |                                                                                    |                       |
| Afraid to Die                                                       | Yasuzo Masumura                                                                     | Eiji Funakoshi, Yukio Mishima, Takashi Shimura            | Japonia                                                                            | [ 1 ]                 |
| Les Bonnes Femmes                                                   | Claude Chabrol                                                                      | Bernadette Lafont, Clotilde Joano, Lucille Saint-Simon    | Franța · Italia                                                                    | Crime drama           |
| Breathless                                                          | Jean-Luc Godard                                                                     | Jean-Paul Belmondo, Jean Seberg, Daniel Boulanger         | Franța                                                                             | Crime drama           |
| Circus of Horrors                                                   | Sidney Hayers                                                                       | Anton Diffring, Erika Remberg, Yvonne Monlaur             | Regatul Unit al Marii Britanii și al Irlandei de Nord                              | [ 4 ]                 |
| Classe Tous Risques                                                 | Claude Sautet                                                                       | Lino Ventura, Jean-Paul Belmondo, Sandra Milo             | Italia · Franța                                                                    | [ 5 ]                 |
| El Cochecito                                                        | Marco Ferreri                                                                       | Jose Isbert, José Luis López Vázquez                      | Spania                                                                             | Crime comedy          |
| The Criminal                                                        | Joseph Losey                                                                        | Stanley Baker, Sam Wanamaker, Gregoire Aslan              | Regatul Unit al Marii Britanii și al Irlandei de Nord                              | [ 7 ]                 |
| Gangster Story                                                      | Walter Matthau                                                                      | Walter Matthau, Carol Grace, Bruce McFarlan               | Statele Unite ale Americii                                                         | [ 8 ]                 |
| The League of Gentlemen                                             | Basil Dearden                                                                       | Jack Hawkins, Nigel Patrick, Roger Livesey                | Regatul Unit al Marii Britanii și al Irlandei de Nord                              | [ 9 ]                 |
| Ma Barker's Killer Brood                                            | Bill Karn                                                                           | Roy Ward Baker, Owen Bush, David Carlile                  | Statele Unite ale Americii                                                         | [ 10 ]                |
| Murder, Inc.                                                        | Burt Balaban, Stuart Rosenberg                                                      | Stuart Whitman, May Britt, Henry Morgan                   | Statele Unite ale Americii                                                         | [ 11 ]                |
| Ocean's Eleven                                                      | Lewis Milestone                                                                     | Frank Sinatra, Dean Martin, Sammy Davis, Jr.              | Statele Unite ale Americii                                                         | [ 12 ]                |
| Pay or Die                                                          | Richard Wilson                                                                      | Ernest Borgnine, Zohra Lampert, Alan Austin               | Statele Unite ale Americii                                                         | [ 13 ]                |
| Pretty Boy Floyd                                                    | Herbert J. Leder                                                                    | John Ericson, Barry Newman, Joan Harvey                   | Statele Unite ale Americii                                                         | [ 14 ]                |
| Purple Noon                                                         | René Clément                                                                        | Alain Delon, Maurice Ronet, Marie Laforêt                 | Franța · Italia                                                                    | Crime thriller        |
| The Rise and Fall of Legs Diamond                                   | Budd Boetticher                                                                     | Ray Danton, Karen Steele, Elaine Stewart                  | Statele Unite ale Americii                                                         | [ 16 ]                |
| Seven Thieves                                                       | Henry Hathaway                                                                      | Edward G. Robinson, Rod Steiger, Joan Collins             | Statele Unite ale Americii                                                         | [ 17 ]                |
| Shoot the Piano Player                                              | François Truffaut                                                                   | Charles Aznavour, Nicole Berger, Marie Dubois             | Franța                                                                             | Crime drama           |
| The Thousand Eyes of Dr. Mabuse                                     | Fritz Lang                                                                          | Gert Fröbe, Dawn Addams, Albert Bessler                   | Germania de Vest · Franța · Italia                                                 | [ 19 ]                |
| Le Trou                                                             | Jacques Becker                                                                      | Michel Constantin, Jean Keraudy, Philippe Leroy-Beaulieu  | Franța · Italia                                                                    | Crime drama           |
| 1961                                                                |                                                                                     |                                                           |                                                                                    |                       |
| Blast of Silence                                                    | Allen Baron                                                                         | Allen Baron, Molly McCarthy, Larry Tucker                 | Statele Unite ale Americii                                                         | [ 21 ]                |
| The Counterfeiters of Paris                                         | Gilles Grangier                                                                     | Jean Gabin, Martine Carol, Bernard Blier                  | Franța · Italia                                                                    | [ 22 ]                |
| The Frightened City                                                 | John Lemont                                                                         | Herbert Lom, John Gregson, Sean Connery                   | Regatul Unit al Marii Britanii și al Irlandei de Nord                              | [ 23 ]                |
| King of the Roaring 20's: The Story of Arnold Rothstein             | Joseph Newman                                                                       | David Janssen, Dianne Foster, Jack Carson                 | Statele Unite ale Americii                                                         | [ 24 ]                |
| Mad Dog Coll                                                        | Burt Balaban                                                                        | John Chandler, Neil Nephew, Brooke Hayward                | Statele Unite ale Americii                                                         | [ 25 ]                |
| Pigs and Battleships                                                | Shohei Imamura                                                                      | Hiroyuki Nagato, Jitsuko Yoshimura, Tetsuro Tamba         | Japonia                                                                            | [ 26 ]                |
| Portrait of a Mobster                                               | Joseph Pevney                                                                       | Vic Morrow, Leslie Parrish, Peter Breck                   | Statele Unite ale Americii                                                         | [ 27 ]                |
| The Sinister Urge                                                   | Edward D. Wood, Jr.                                                                 | Carl Anthony                                              | Statele Unite ale Americii                                                         | [ 28 ]                |
| Underworld U.S.A.                                                   | Samuel Fuller                                                                       | Cliff Robertson, Dolores Dorn, Beatrice Kay               | Statele Unite ale Americii                                                         | [ 29 ]                |
| Victim                                                              | Basil Dearden                                                                       | Dirk Bogarde, Sylvia Syms, Dennis Price                   | Regatul Unit al Marii Britanii și al Irlandei de Nord                              | Crime drama           |
| 1962                                                                |                                                                                     |                                                           |                                                                                    |                       |
| Arsene Lupin Contre Arsene Lupin                                    | Edouard Molinaro                                                                    | Jean-Claude Brialy, Jean-Pierre Cassel, Françoise Dorléac | Franța · Italia                                                                    | [ 31 ]                |
| La commare secca                                                    | Bernardo Bertolucci                                                                 | Gabriella Giorgetti, Giancarlo de Rosa, Vincenzo Ciccora  | Italia                                                                             | Crime drama           |
| The Eye of Evil                                                     | Claude Chabrol                                                                      | Jacques Charrier, Stéphane Audran, Walter Reyer           | Franța · Italia                                                                    | Crime drama           |
| I Thank a Fool                                                      | Robert Stevens                                                                      | Susan Hayward, Peter Finch, Diane Cilento                 | Regatul Unit al Marii Britanii și al Irlandei de Nord                              | [ 34 ]                |
| Mafioso                                                             | Alberto Lattuada                                                                    | Alberto Sordi, Ugo Attanasio                              | Italia                                                                             | Crime comedy          |
| Rocambole                                                           | Bernard Borderie                                                                    | Channing Pollock, Edy Vessel, Alberto Lupo                | Franța · Italia                                                                    | [ 36 ]                |
| Salvatore Giuliano                                                  | Francesco Rosi                                                                      | Salvo Randone, Frank Wolff, Federico Zardi                | Italia                                                                             | [ 37 ]                |
| 1963                                                                |                                                                                     |                                                           |                                                                                    |                       |
| Any Number Can Win                                                  | Henri Verneuil                                                                      | Jean Gabin, Alain Delon, Viviane Romance                  | Franța · Italia                                                                    | [ 38 ]                |
| L'Appartement Des Filles                                            | Michel Deville                                                                      | Mylène Demongeot, Sylva Koscina, Renate Ewert             | Franța · Italia · Germania de Vest                                                 | Crime comedy          |
| Banana Peel                                                         | Marcel Ophüls                                                                       | Jeanne Moreau, Jean-Paul Belmondo, Claude Brasseur        | Franța · Italia                                                                    | Crime comedy          |
| Cairo                                                               | Wolf Rilla                                                                          | George Sanders, Richard Johnson, Faten Hamama             | Regatul Unit al Marii Britanii și al Irlandei de Nord · Statele Unite ale Americii | [ 41 ]                |
| Detective Bureau 23: Go to Hell, Bastards!                          | Seijun Suzuki                                                                       | Jo Shishido, Reiko Sasamori, Tamio Kawachi                | Japonia                                                                            | [ 42 ]                |
| Le Doulos                                                           | Jean-Pierre Melville                                                                | Jean-Paul Belmondo, Serge Reggiani, Monique Hennessy      | Franța · Italia                                                                    | [ 43 ]                |
| The Informers                                                       | Ken Annakin                                                                         | Nigel Patrick, Frank Finlay, Derren Nesbitt               | Regatul Unit al Marii Britanii și al Irlandei de Nord                              | [ 44 ]                |
| Johnny Cool                                                         | William Asher                                                                       | Henry Silva, Elizabeth Montgomery, Richard Anderson       | Statele Unite ale Americii                                                         | [ 45 ]                |
| Judex                                                               | Georges Franju                                                                      | Channing Pollock, Francine Bergé, Edith Scob              | Franța · Italia                                                                    | [ 46 ]                |
| Kanto Wanderer                                                      | Seijun Suzuki                                                                       |                                                           | Japonia                                                                            | [ 47 ]                |
| Landru                                                              | Claude Chabrol                                                                      | Charles Denner, Danielle Darrieux, Michèle Morgan         | Franța · Italia                                                                    | [ 48 ]                |
| Pale Flower                                                         | Masahiro Shinoda                                                                    | Ryo Ikebe, Mariko Kaga                                    | Japonia                                                                            | [ 49 ]                |
| Du Rififi à Tokyo                                                   | Jacques Deray                                                                       | Carl Boehm, Keiko Kishi, Barbara Lass                     | Franța · Italia · Statele Unite ale Americii                                       | [ 50 ]                |
| Symphonie pour un massacre                                          | Jacques Deray                                                                       | Michel Auclair, Claude Dauphin, Charles Vanel             | Statele Unite ale Americii                                                         | [ 51 ]                |
| Les Tontons flingueurs                                              | Georges Lautner                                                                     | Lino Ventura, Bernard Blier, Francis Blanche              | Franța · Italia · Germania de Vest                                                 | Crime comedy          |
| Youth of the Beast                                                  | Seijun Suzuki                                                                       | Jo Shishido                                               | Japonia                                                                            | [ 53 ]                |
| 1964                                                                |                                                                                     |                                                           |                                                                                    |                       |
| Band of Outsiders                                                   | Jean-Luc Godard                                                                     | Anna Karina, Claude Brasseur, Sami Frey                   | Franța                                                                             | Crime drama           |
| Fantômas                                                            | André Hunebelle                                                                     | Jean Marais, Louis de Funès, Mylène Demongeot             | Franța · Italia                                                                    | [ 55 ]                |
| Le Gendarme de Saint-Tropez                                         | Jean Girault                                                                        | Louis de Funès, Michel Galabru, Genevieve Grad            | Franța · Italia                                                                    | [ 56 ]                |
| The Killers                                                         | Don Siegel                                                                          | Lee Marvin, Angie Dickinson, John Cassavetes              | Statele Unite ale Americii                                                         | [ 57 ]                |
| The Naked Kiss                                                      | Samuel Fuller                                                                       | Constance Towers, Anthony Eisley, Michael Dante           | Statele Unite ale Americii                                                         | Crime drama           |
| Les plus belles escroqueries du monde                               | Claude Chabrol, Jean-Luc Godard, Ugo Gregoretti, Hiromichi Horikawa, Roman Polanski | Jean-Pierre Cassel, Francis Blanche, Catherine Deneuve    | Franța · Italia · Japonia · Țările de Jos                                          | [ 59 ]                |
| Robin and the Seven Hoods                                           | Gordon M. Douglas                                                                   | Frank Sinatra, Dean Martin, Sammy Davis, Jr., Bing Crosby | Statele Unite ale Americii                                                         | [ 60 ]                |
| Séance on a Wet Afternoon                                           | Bryan Forbes                                                                        | Kim Stanley, Richard Attenborough, Margaret Lacey         | Regatul Unit al Marii Britanii și al Irlandei de Nord                              | Crime drama           |
| Topkapi                                                             | Jules Dassin                                                                        | Melina Mercouri, Peter Ustinov, Maximilian Schell         | Statele Unite ale Americii                                                         | [ 62 ]                |
| 1965                                                                |                                                                                     |                                                           |                                                                                    |                       |
| Le Corniaud                                                         | Gérard Oury                                                                         | Louis de Funès, Bourvil, Beba Loncar                      | Franța · Italia                                                                    | [ 63 ]                |
| The Face of Fu Manchu                                               | Don Sharp                                                                           | Christopher Lee, Nigel Green, Howard Marion-Crawford      | Regatul Unit al Marii Britanii și al Irlandei de Nord                              | Master criminal films |
| Fantômas se déchaîne                                                | André Hunebelle                                                                     | Jean Marais, Louis de Funès, Mylène Demongeot             | Franța · Italia                                                                    | [ 65 ]                |
| Operation Y and Other Shurik's Adventures                           | Leonid Gaidai                                                                       | Alexander Demyanenko, Alexei Smirnov, Mikhail Pugovkin    | }                                                                                  | Crime comedy          |
| Sette uomini d'oro                                                  | Marco Vicario                                                                       | Rossana Podestà, Philippe Leroy, Giampiero Albertini      | Italia · Franța · Spania                                                           | [ 67 ]                |
| Tattooed Life                                                       | Seijun Suzuki                                                                       | Hiroko Ito, Masako Izumi, Hideki Takahashi                | Japonia                                                                            | Crime drama           |
| Young Dillinger                                                     | Terrell O. Morse                                                                    | Nick Adams, Robert Conrad, John Ashley                    | Statele Unite ale Americii                                                         | [ 69 ]                |
| 1966                                                                |                                                                                     |                                                           |                                                                                    |                       |
| Assault on a Queen                                                  | Jack Donohue                                                                        | Frank Sinatra, Virna Lisi, Anthony Franciosa              | Statele Unite ale Americii                                                         | [ 70 ]                |
| Le deuxième souffle                                                 | Jean-Pierre Melville                                                                | Lino Ventura, Paul Meurisse, Raymond Pellegrin            | Franța                                                                             | [ 71 ]                |
| Gambit                                                              | Ronald Neame                                                                        | Shirley MacLaine, Michael Caine, Herbert Lom              | Statele Unite ale Americii                                                         | [ 72 ]                |
| How to Steal a Million                                              | William Wyler                                                                       | Audrey Hepburn, Peter O'Toole, Eli Wallach                | Statele Unite ale Americii                                                         | [ 73 ]                |
| Kaleidoscope                                                        | Jack Smight                                                                         | Warren Beatty, Susannah York, Clive Revill                | Regatul Unit al Marii Britanii și al Irlandei de Nord                              | Criminal comedy       |
| Made in U.S.A.                                                      | Jean-Luc Godard                                                                     | Anna Karina, Jean-Pierre Léaud, Laszlo Szabo              | Franța                                                                             | [ 75 ]                |
| Tokyo Drifter                                                       | Seijun Suzuki                                                                       | Tetsuya Watari, Tamio Kawachi, Hideaki Nitani             | Japonia                                                                            | [ 76 ]                |
| 1967                                                                |                                                                                     |                                                           |                                                                                    |                       |
| Bonnie and Clyde                                                    | Arthur Penn                                                                         | Warren Beatty, Faye Dunaway, Michael J. Pollard           | Statele Unite ale Americii                                                         | [ 77 ]                |
| Branded to Kill                                                     | Seijun Suzuki                                                                       | Jo Shishido, Mariko Ogawa, Koji Nanbara                   | Japonia                                                                            | [ 78 ]                |
| The Busy Body                                                       | William Castle                                                                      | Sid Caesar, Robert Ryan, Anne Baxter                      | Statele Unite ale Americii                                                         | Crime comedy          |
| Fantômas contre Scotland Yard                                       | André Hunebelle                                                                     | Jean Marais, Louis de Funès, Mylène Demongeot             | Franța · Italia                                                                    | [ 80 ]                |
| Grand Slam                                                          | Giuliano Montaldo                                                                   | Edward G. Robinson, Janet Leigh, Robert Hoffmann          | Italia · Germania de Vest · Spania                                                 | [ 81 ]                |
| Gunn                                                                | Blake Edwards                                                                       | Craig Stevens, Laura Devon, Ed Asner                      | Statele Unite ale Americii                                                         | [ 82 ]                |
| In Cold Blood                                                       | Richard Brooks                                                                      | Robert Blake, Scott Wilson, John Forsythe                 | Statele Unite ale Americii                                                         | [ 83 ]                |
| In the Heat of the Night                                            | Norman Jewison                                                                      | Sidney Poitier, Rod Steiger, Warren Oates                 | Statele Unite ale Americii                                                         | Crime drama           |
| The Jokers                                                          | Michael Winner                                                                      | Michael Crawford, Oliver Reed, Harry Andrews              | Regatul Unit al Marii Britanii și al Irlandei de Nord                              | [ 85 ]                |
| Point Blank                                                         | John Boorman                                                                        | Lee Marvin, Angie Dickinson, Keenan Wynn                  | Statele Unite ale Americii                                                         | [ 86 ]                |
| Robbery                                                             | Peter Yates                                                                         | Stanley Baker, Joanna Pettet                              | Regatul Unit al Marii Britanii și al Irlandei de Nord                              | [ 87 ]                |
| Le Samouraï                                                         | Jean-Pierre Melville                                                                | Alain Delon, Nathalie Delon, Cathy Rosier                 | Franța · Italia                                                                    | [ 88 ]                |
| The St. Valentine's Day Massacre                                    | Roger Corman                                                                        | Jason Robards, Jr., George Segal, Ralph Meeker            | Statele Unite ale Americii                                                         | [ 89 ]                |
| The Thief of Paris                                                  | Louis Malle                                                                         | Jean-Paul Belmondo, Geneviève Bujold, Marie Dubois        | Franța · Italia                                                                    | [ 90 ]                |
| Velvet Hustler                                                      | Toshio Masuda                                                                       | Tetsuya Watari, Ruriko Asaoka, Kayo Matsuo                | Japonia                                                                            | [ 91 ]                |
| 1968                                                                |                                                                                     |                                                           |                                                                                    |                       |
| The Biggest Bundle of Them All                                      | Ken Annakin                                                                         | Andrea Aurelia, Paola Borboni, Calisto Calisti            | Statele Unite ale Americii · Italia                                                | [ 92 ]                |
| The Boston Strangler                                                | Richard Fleischer                                                                   | Tony Curtis, Henry Fonda, George Kennedy                  | Statele Unite ale Americii                                                         | [ 93 ]                |
| The Brotherhood                                                     | Martin Ritt                                                                         | Kirk Douglas, Alex Cord, Irene Papas                      | Statele Unite ale Americii                                                         | [ 94 ]                |
| Coogan's Bluff                                                      | Don Siegel                                                                          | Clint Eastwood, Lee J. Cobb, Susan Clark                  | Statele Unite ale Americii                                                         | [ 95 ]                |
| Danger: Diabolik                                                    | Mario Bava                                                                          | John Phillip Law, Marisa Mell, Michel Piccoli             | Italia · Franța                                                                    | Caper                 |
| The Detective                                                       | Gordon M. Douglas                                                                   | Frank Sinatra, Lee Remick, Ralph Meeker                   | Statele Unite ale Americii                                                         | [ 97 ]                |
| The Diamond Arm                                                     | Leonid Gaidai                                                                       | Yuri Nikulin, Nina Grebeshkova, Andrei Mironov            | Uniunea Republicilor Sovietice Socialiste                                          | [ 98 ]                |
| Faut Pas Prendre Les Enfantes Du Bon Dieu Pour Des Canards Sauvages | Michel Audiard                                                                      | Françoise Rosay, Bernard Blier, Marlène Jobert            | Franța                                                                             | [ 99 ]                |
| Killers Three                                                       | Bruce Kessler                                                                       | Robert Walker, Jr., Diane Varsi, Dick Clark               | Statele Unite ale Americii                                                         | [ 100 ]               |
| Never a Dull Moment                                                 | Jerry Paris                                                                         | Dick Van Dyke                                             | Statele Unite ale Americii                                                         | [ 101 ]               |
| No Way to Treat a Lady                                              | Jack Smight                                                                         | Rod Steiger, Lee Remick, George Segal                     | Statele Unite ale Americii                                                         | [ 102 ]               |
| Pretty Poison                                                       | Noel Black                                                                          | Anthony Perkins, Tuesday Weld, Beverly Garland            | Statele Unite ale Americii                                                         | Crime thriller        |
| Skidoo                                                              | Otto Preminger                                                                      | Jackie Gleason, Carol Channing, Frankie Avalon            | Statele Unite ale Americii                                                         | [ 104 ]               |
| The Split                                                           | Gordon Flemyng                                                                      | Jim Brown, Diahann Carroll, Julie Harris                  | Statele Unite ale Americii                                                         | [ 105 ]               |
| Targets                                                             | Peter Bogdanovich                                                                   | Boris Karloff, Tim O'Kelly                                | Statele Unite ale Americii                                                         | Crime thriller        |
| The Thomas Crown Affair                                             | Norman Jewison                                                                      | Steve McQueen, Faye Dunaway, Paul Burke                   | Statele Unite ale Americii                                                         | [ 107 ]               |
| The Unfaithful Wife                                                 | Claude Chabrol                                                                      | Stéphane Audran, Michel Bouquet, Maurice Ronet            | Franța · Italia                                                                    | Crime drama           |
| 1969                                                                |                                                                                     |                                                           |                                                                                    |                       |
| Bloody Territories                                                  | Yasuharu Hasebe                                                                     | Tsuneo Aoki, Tatsuya Fuji, Rika Fujie                     | Japonia                                                                            | [ 109 ]               |
| The Brain                                                           | Gérard Oury                                                                         | Bourvil, Jean-Paul Belmondo, David Niven                  | Franța · Italia · Statele Unite ale Americii                                       | Crime comedy          |
| The Castle of Fu Manchu                                             | Jesús Franco                                                                        | Christopher Lee, Werner Abrolat                           | Germania de Vest · Spania · Regatul Unit al Marii Britanii și al Irlandei de Nord  | Master criminal film  |
| Le Clan des Siciliens                                               | Henri Verneuil                                                                      | Alain Delon, Jean Gabin, Lino Ventura                     | Franța · Italia                                                                    | [ 112 ]               |
| The Devil's 8                                                       | Burt Topper                                                                         | Christopher George, Fabian, Tom Nardini                   | Statele Unite ale Americii                                                         | [ 113 ]               |
| The Italian Job                                                     | Peter Collinson                                                                     | Michael Caine, Noël Coward, Benny Hill                    | Regatul Unit al Marii Britanii și al Irlandei de Nord                              | [ 114 ]               |
| Love Is Colder Than Death                                           | Rainer Werner Fassbinder                                                            | Ulli Lommel, Hanna Schygulla, Katrin Schaake              | Germania de Vest                                                                   | [ 115 ]               |
| Machine Gun McCain                                                  | Giuliano Montaldo                                                                   | John Cassavetes, Britt Ekland, Peter Falk                 | Italia · Iugoslavia                                                                | [ 116 ]               |
| La Piscine                                                          | Jacques Deray                                                                       | Alain Delon, Romy Schneider, Maurice Ronet                | Franța · Italia                                                                    | Crime drama           |